# Gare de Saint-Martin-le-Beau
Pour les articles homonymes, voir Gare de Saint-Martin.
La gare de Saint-Martin-le-Beau est une gare ferroviaire française de la ligne de Vierzon à Saint-Pierre-des-Corps, située sur le territoire de la commune de Saint-Martin-le-Beau dans le département d'Indre-et-Loire, en région Centre-Val de Loire.
Elle est mise en service en 1869 par la compagnie du chemin de fer de Paris à Orléans. C'est aujourd'hui une halte ferroviaire de la Société nationale des chemins de fer français (SNCF) desservie par des trains TER Centre-Val de Loire qui effectuent des missions entre Tours et Vierzon-Ville ou Bourges.

## Situation ferroviaire
Établie à 58 m d'altitude, la gare de Saint-Martin-le-Beau est située au point kilométrique (PK) 293,336 de la ligne de Vierzon à Saint-Pierre-des-Corps entre les gares ouvertes de Bléré - La Croix et de Azay-sur-Cher.

## Histoire
La gare est construite en 1868 par la compagnie du chemin de fer de Paris à Orléans qui ouvre sa ligne de Tours à Vierzon le 18 octobre 1869.
Au début des années 1900, la gare dispose de plusieurs édifices : un bâtiment voyageurs à deux portes en façade et un étage, un abri de quai et une halle à marchandises.
En 2011 les bâtiments d'origine de la gare sont toujours présents sur le site. Il fut question rénover le bâtiment voyageur par un promoteur mais à cause de son classement aux monuments historiques le projet a été abandonné.
À l'abandon depuis de nombreuses années le bâtiment risque d’être purement et simplement rasé.

## Service des voyageurs

### Accueil
Halte SNCF, c'est un point d'arrêt non géré (PANG) à entrée libre, équipée d'automates pour l'achat des titres de transport. Elle dispose de deux quais latéraux avec abris.

### Dessertes
Saint-Martin-le-Beau est desservie par des trains TER Centre-Val de Loire qui effectuent des missions entre Tours et Vierzon-Ville ou Bourges.

### Intermodalité
Un parc pour les vélos et un parking pour les véhicules sont aménagés.